# 沢居寛也
沢居 寛也（さわい ひろや、1990年7月18日 - ）は、日本の元ラグビー選手。

## プロフィール
- 青森県三沢市出身。
- ポジションはプロップ(PR)。
- 身長 179cm、体重 125kg
- ニックネームはJB。

## 略歴
16歳でラグビーを始めた。
2009年、三沢商業高校卒業後、立命館大学に入る。なお三沢商業高校時代、高校日本代表に選ばれたことがある。
2013年、立命館大学卒業後、神戸製鋼コベルコスティーラーズに加入。同年12月15日に行われたジャパンラグビートップリーグ2ndステージ第3節のトヨタ自動車ヴェルブリッツ戦に途中出場で公式戦初出場を果たす。 
2021年、現役を引退した。